# NGC 3274
NGC 3274 је спирална галаксија у сазвежђу Лав која се налази на NGC листи објеката дубоког неба.
Деклинација објекта је + 27° 40' 8" а ректасцензија 10h 32m 17,1s. Привидна величина (магнитуда) објекта NGC 3274 износи 12,5 а фотографска магнитуда 13,2. Налази се на удаљености од 6,810 милиона парсека од Сунца. NGC 3274 је још познат и под ознакама UGC 5721, MCG 5-25-20, CGCG 154-24, WAS 13, IRAS 10294+2755, PGC 31122.